# 荒川橋梁 (秩父鉄道秩父本線)

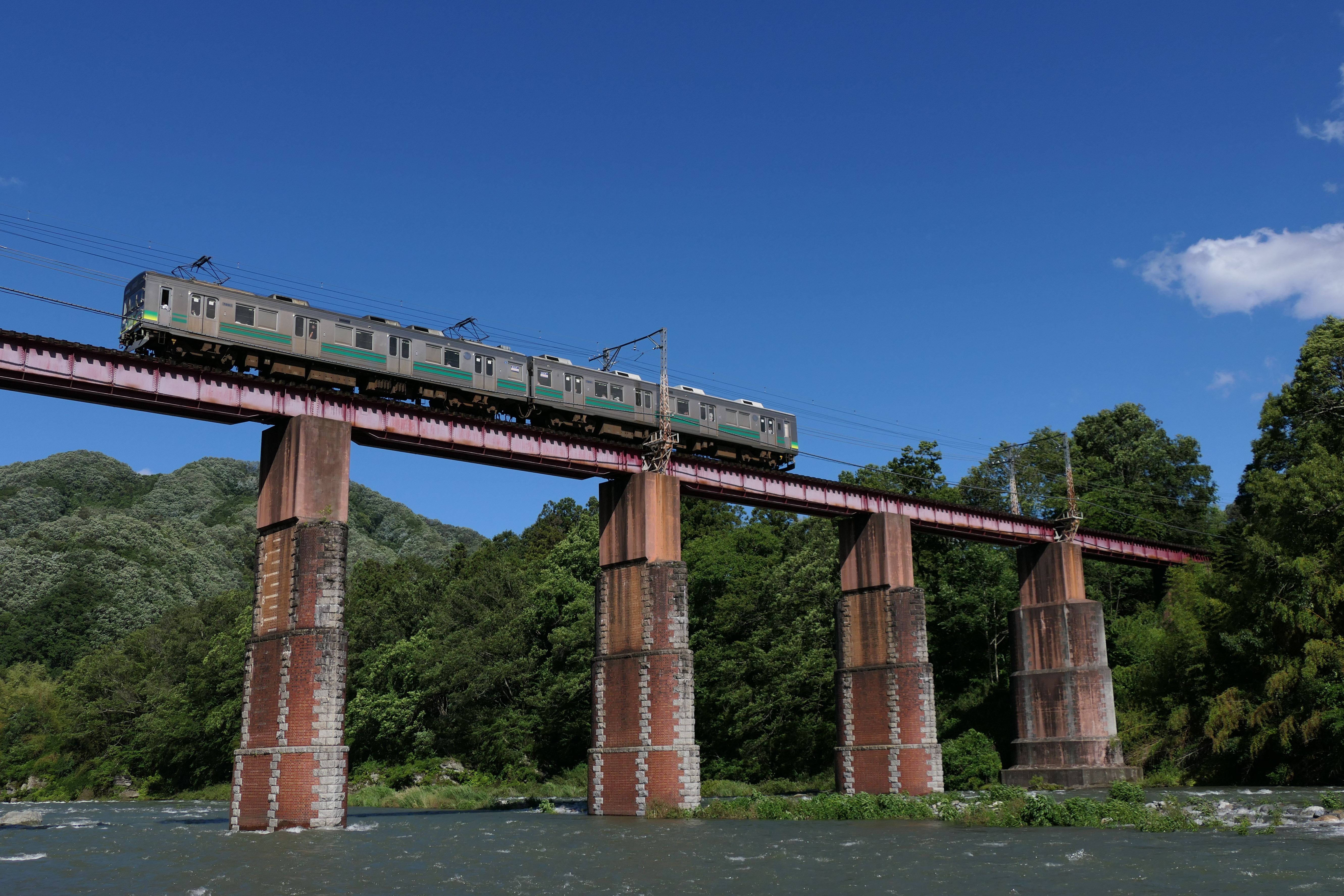
荒川橋梁（2019年6月）

荒川橋梁（あらかわきょうりょう）は、埼玉県秩父郡長瀞町長瀞と同郡皆野町下田野の間で荒川に架かる秩父鉄道秩父本線（秩父線）の鉄道橋である。
荒川本流の最も上流に架かる鉄道橋であり、長瀞渓谷を横断する。通称として親鼻鉄橋（おやはなてっきょう）とも呼ばれる。

## 概要
上長瀞駅 - 親鼻駅間で荒川を渡る全長153メートル、最大支間長18.99メートルの9径間の単線開床式上路プレートガーダー橋梁である。この全長153メートルの長さは秩父鉄道の橋としては最長の橋である。
橋梁は3種類の径間長の異なる桁が使われており、河道の真上に架かる主径間は支間長18.99メートルで6径間を有し、両岸の段丘崖の位置に架かる側径間は支間長12.8メートルで右岸側は1径間、左岸側は2径間を有している。また、最も上長瀞寄りの1径間は支間長6.55メートルのポーナル型上路鈑桁の架道橋で、その下を皆野町大字金崎にあった秩父駅（初代）へと至る旧線跡がアンダークロスしている。現在はその旧線跡は町道に転用されている。
橋脚は楕円形断面を有した4段の煉瓦積で約20メートルの高さがあり、最上段はいずれもコンクリートを巻き立てて補強がされている。また、流水方向に石材を用いた水切りが設けられている。橋桁は鉄道作業局の「作30年式」の類似桁を使用し、垂直補剛材が下部のカバープレートに沿って横方向に曲がり、一見ポーナル桁のように見える。なお、「作30年式」とは「明治30年に鉄道作業局で標準化」という意味である。線形は橋梁の前後は河道の向きに対して直角方向となる様、前後で大きくカーブしている。
秩父線は途中の熊谷駅から終点の三峰口駅まで、およそ56.8 kmの長い距離に亘って荒川に沿って敷設されているが、荒川を渡河する箇所は唯一ここだけである。なお、荒川の支流を渡る橋は複数あり、横瀬川橋梁、浦山川橋梁、安谷川橋梁などがある。
本橋梁は、土木学会による「近代土木遺産2800選Aランク（国指定文化財クラス）」に選出されている。

### 諸元
- 名称 - 秩父鉄道秩父本線荒川橋梁
- 種別 - 鋼鉄道橋
- 構造形式 - 単線上路プレートガーダー（10径間）
- 橋長 - 153 m
- 幅員 - 不明
- 支間長 - 18.99 m
- 線数 - 単線
- 活荷重 - KS15（補強後）
- 鋼重 - 不明
- 素材 - 鋼、錬鉄
- 基礎 - 直接基礎
- 施工主体 - 上武鉄道
- 橋梁設計 - 不明
- 橋桁製作 - 汽車製造
- 着工 - 1913年（大正2年）
- 竣工 - 1914年（大正3年）10月
- 開通 - 1914年（大正3年）10月27日

## 歴史

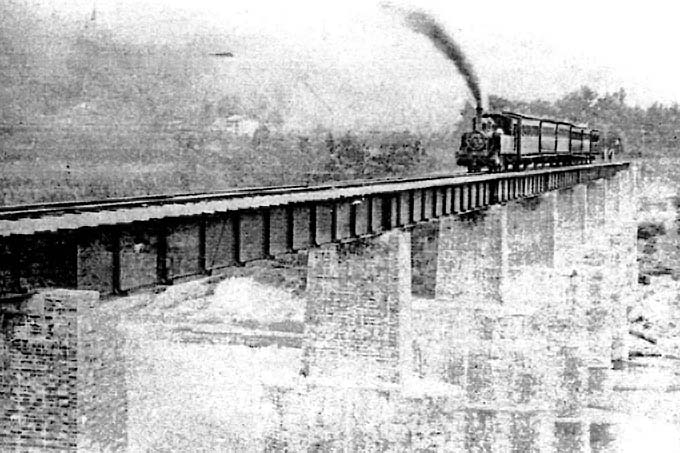
荒川橋梁を渡る列車（1914年頃）

荒川橋梁は、秩父鉄道と改称する前の上武鉄道の時代に架橋された。当時、上武鉄道は熊谷駅を起点として1901年（明治34年）に寄居駅まで、1903年（明治36年）に波久礼駅まで開業している。その後、波久礼の先の難工事を完成させ、1911年（明治44年）9月14日、波久礼駅から宝登山駅（現・長瀞駅）を経て、秩父駅（初代）に至る区間が開業した。
この初代の秩父駅は、荒川を渡らずに親鼻橋の近く（秩父郡皆野町大字金崎）に設置された駅であった。のちに、国神駅（初代）、さらに荒川駅と改称、その後、廃駅となっている（後述）。地名から「金崎駅」と通称されることがある。
これより先、大宮（秩父郡大宮町、現・秩父市）方面は、金崎の秩父駅（初代）から路線を延長して、尾坂を経て尾田蒔から大宮に至る荒川左岸沿いの秩父新道（現、埼玉県道44号秩父児玉線）に沿った経路も検討された。しかし、途中の尾坂付近で再び波久礼付近に似た荒川が山に迫る急峻な地形を通過しなければならず、難工事が予想されたことなど地勢上の理由から、荒川や横瀬川などの河川を渡河する橋を建設して大野原から大宮に至る経路に決定することとなった。なお、横瀬川を渡河する横瀬川橋梁は建設コストの低減から、線形付け替えに伴い用途廃止となったJR奥羽本線初代松川橋梁の上路式プラットトラス（1902年アメリカ・AアンドP・ロバーツペンコイド工場製）を鉄道院より払い下げてもらい転用した。1971年（昭和46年）に上路式ワーレントラスへの架け替えにより旧橋桁は用途廃止となったため現存しない。
荒川橋梁は、1913年（大正2年）8月に着工した大宮への延伸工事の一環として工事が行われ、1914年（大正3年）10月に竣工、10月27日に開通した。橋梁の製作は汽車製造、架設は上武鉄道が行った。また、橋に接続するため、宝登山駅から山側に分岐して荒川橋梁へ至る路線が新設された。なお、この路線は曲線が多いため1923年（大正12年）7月に線形が現在のものに改良され、やや旧線寄りを通るように改修されている。
延伸により、終点の秩父郡大宮町（現・秩父市）に秩父駅が開業した。これにより、金崎の秩父駅（初代）は国神駅（初代）へと改称し、旅客取扱は廃止となっている。
1916年（大正5年）1月1日、荒川橋梁の近くに第2代の国神駅（現・上長瀞駅）が新設され、ここから金崎の国神駅（初代）に至る短絡線が開通（旧線は廃止）するとともに、国神駅（初代）は荒川駅と改称した。その後、国神駅（第2代） - 荒川駅間は1926年（大正15年）7月1日に廃止されている。
1922年（大正11年）の電化に伴い、シングルレーシング（橋脚の取り付け部分は「X」の字状のダブルレーシング）と呼ばれる細かなトラス構造を有している架線柱が橋脚に設置された。
1963年（昭和38年）に桁の下部に船底形の補強材が追加されて溶接補強が行われ、桁の内側に設置されている「ロ」の字状のブラケットにアングル材が対傾構のように「X」の字状に追加されている。
1986年（昭和61年）にコンクリートを用いて全ての橋脚の最上段、および一部の橋脚の補強が行われた。

## 周辺

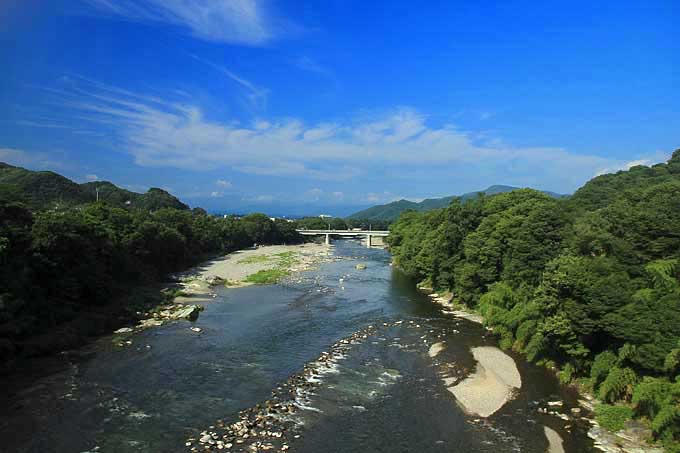
荒川橋梁より上流方向を望む

橋の周辺は長瀞渓谷で「県立長瀞玉淀自然公園」に指定されている。また橋付近の荒川は、ラフティングなどのレジャースポーツが盛んで、長瀞ライン下りのコースにもなっている。
- 埼玉県立自然の博物館
- 月の石もみじ公園
- 金崎古墳群
- 親鼻橋河原
- 紅簾片岩 - 親鼻橋のすぐ上流右岸側に所在する。
- 皆野スポーツ公園
- 西福寺
- 長興寺
- 皆野長瀞インターチェンジ
- 道の駅みなの
- 秩父消防署北分署

## 風景

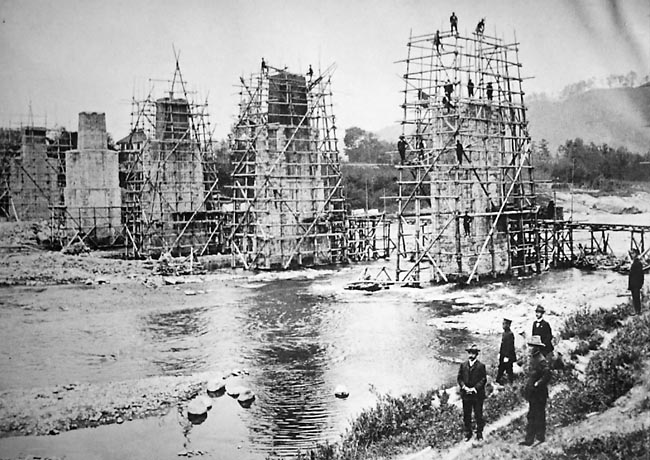
橋梁工事（1913年頃）
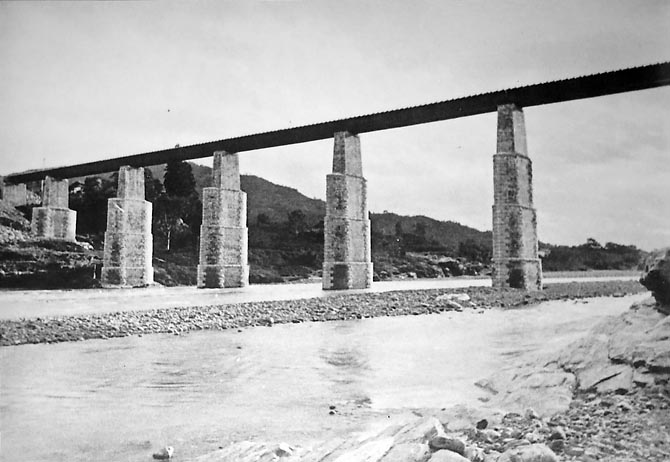
竣工当時の荒川橋梁。架線柱や桁下部の下吊補強を有していない。
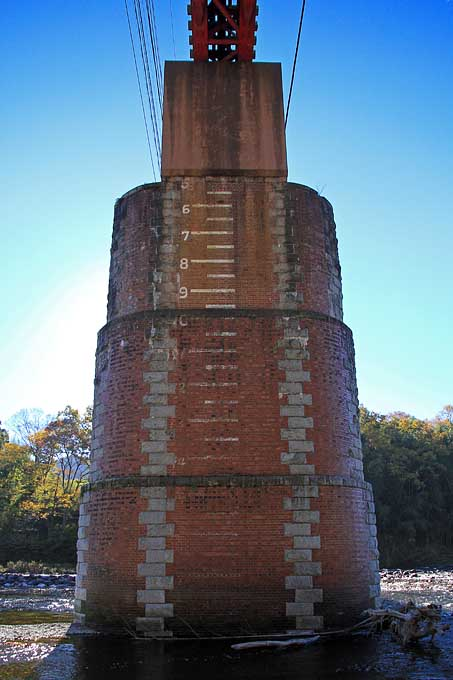
荒川橋梁の煉瓦積橋脚
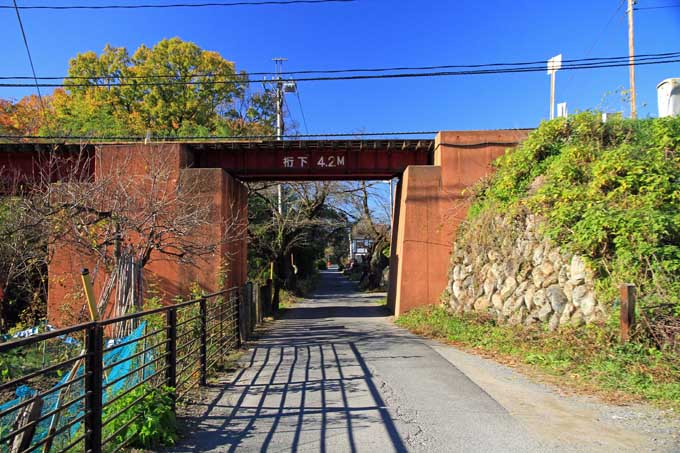
荒川橋梁の架道橋。下を通る道路は旧線跡。
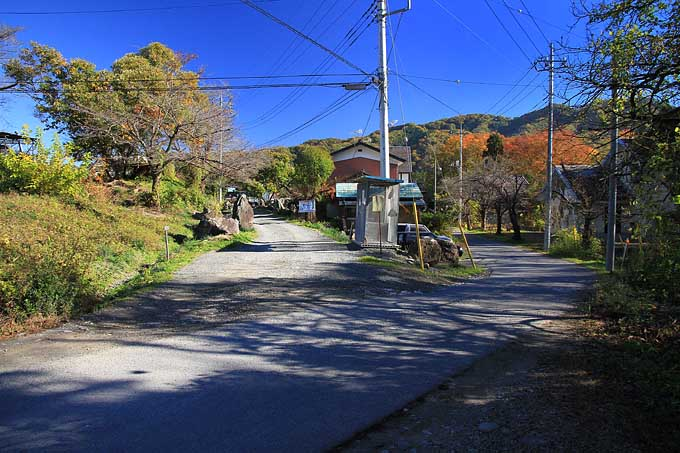
右側の舗装路が開通時の旧線跡、左側の砂利道が荒川橋梁架設後に新設された短絡線の跡[10]。

## 隣の橋
- 荒川

（上流） - 栗谷瀬橋 - 親鼻橋 - 荒川橋梁 - 金石水管橋 - 高砂橋 - （下流）